# Consulado

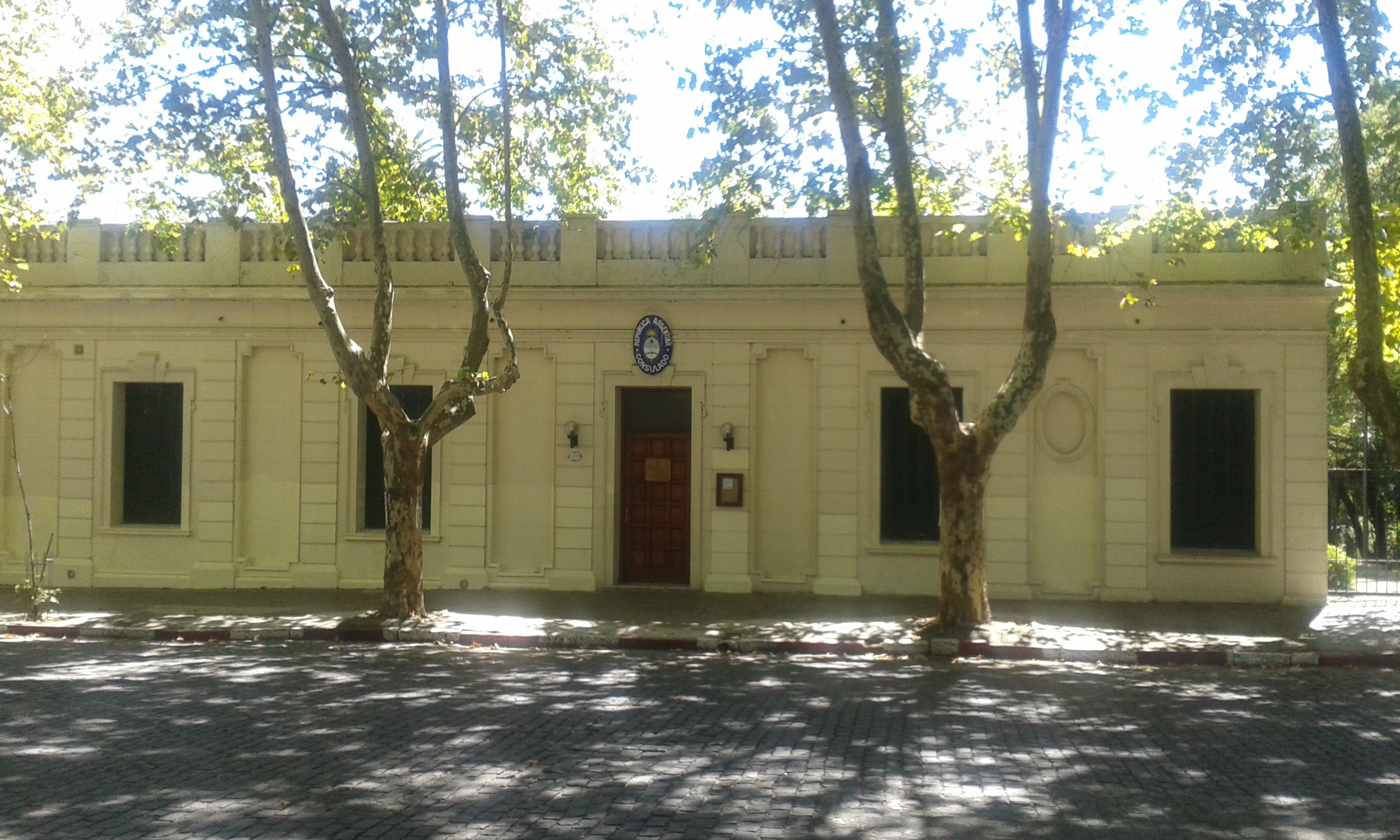
Consulado de Argentina en Colonia del Sacramento, Uruguay.

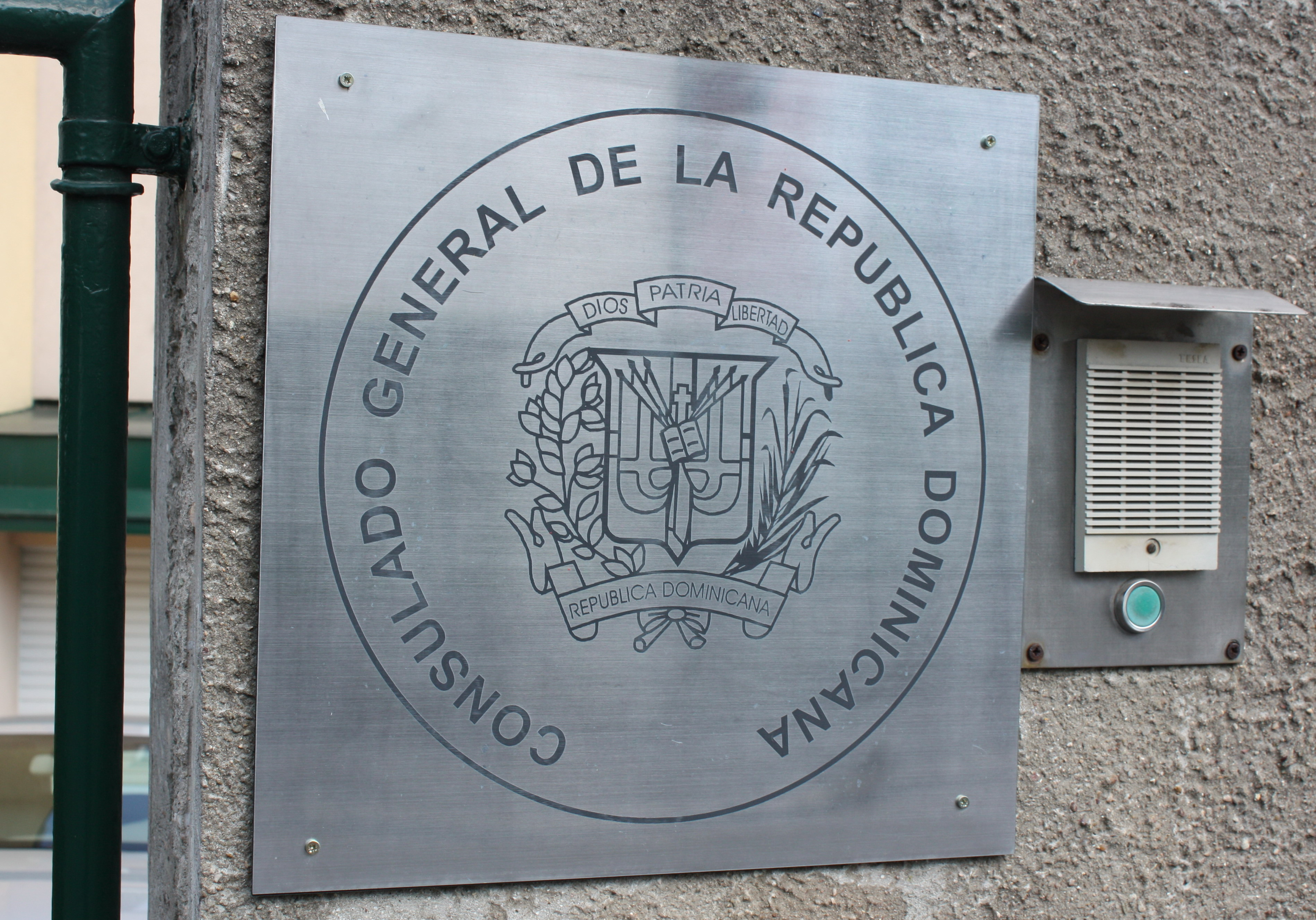
Consulado de la República Dominicana en Praga (República Checa).

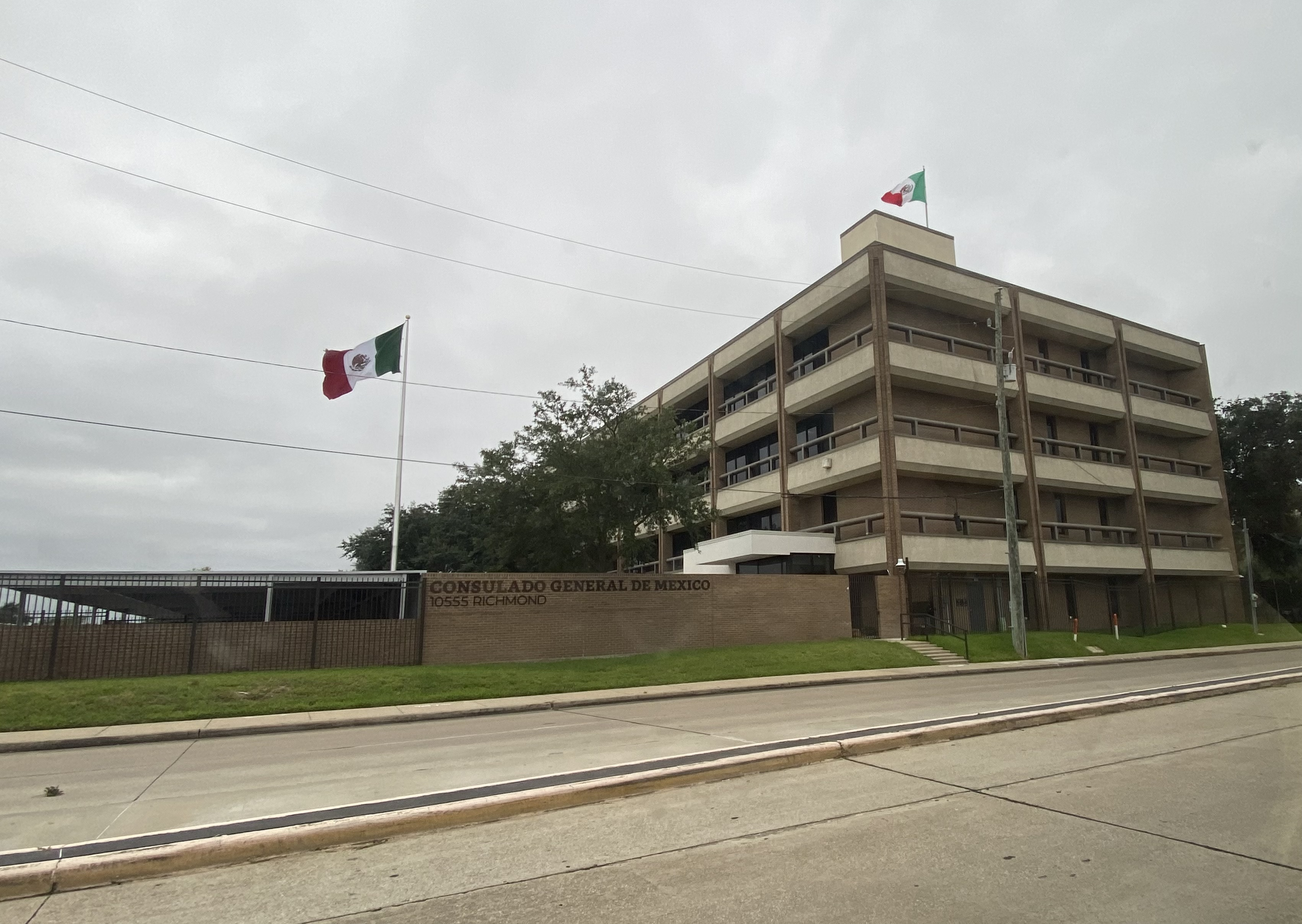
Consulado-General de México en Houston, Estados Unidos.

Un consulado es la representación de la administración pública de un país en otro, que colabora con sus ciudadanos en otro país y les ofrece las siguientes funciones:
- Establecer y renovar documentos oficiales (por ejemplo, pasaportes)
- Emitir partidas de nacimiento, de defunción, de matrimonio o a mano
- Ofrecer atención y cuidado a los nacionales detenidos y controlar la legitimidad de los procedimientos judiciales correspondientes.
- Establecer visados a extranjeros e informar acerca de los permisos de residencia o de trabajo.
- Poder ejercer el voto popular si hay elecciones en el país de origen.
- Asistir en situaciones de catástrofe.